# Ausbau (Dömitz)
Ausbau ist ein Wohnplatz der Stadt Dömitz des Amtes Dömitz-Malliß im Landkreis Ludwigslust-Parchim in Mecklenburg-Vorpommern.

## Geografie
Der Ort liegt einen Kilometer südwestlich von Klein Schmölen, auf dessen gleichnamiger Gemarkung er sich befindet und zwei Kilometer südöstlich von Dömitz. Die Nachbarorte sind Klein Schmölen und Groß Schmölen im Nordosten, Polz im Osten, Besandten und Baarz im Süden, Gaarz und Kacherien im Südwesten, Brandleben im Westen, sowie Kaltenhof und Dömitz im Nordwesten.
Die Siedlung reicht im Nordosten bis an die südwestlichen Ausläufer vom ehemaligen Naturschutzgebiet Binnendünen bei Klein Schmölen und im Südosten bis an das westliche Ende vom ehemaligen Naturschutzgebiet Löcknitztal-Altlauf heran. Beide vormaligen Naturschutzgebiete und die Umgebung des Ortes sind heute Teil des FFH-Gebietes Elbtallandschaft und Löcknitzniederung bei Dömitz und vom Biosphärenreservat Flusslandschaft Elbe-Mecklenburg-Vorpommern.

## Geschichte
Im Jahr 1566 wurde in einer Beschreibung des damaligen Amtes Dömitz ein Ort mit dem Namen „Lütgen Schmölen“ verzeichnet. Damit war der heutige Wohnplatz Ausbau auf der Gemarkung Klein Schmölen gemeint. Die kleine Siedlung mit dem heutigen Namen Ausbau, südlich der hier vorhandenen Wanderdüne, trug früher den Namen Smolna (Teer) und Smolnitz (Teerbrenner). Namensgebend waren Köhler, welche hier einst Teer für den Schiffbau gewonnen haben.
In historischen Karten, wie beispielsweise von Wiebeking aus dem Jahr 1786 und von Schmettau aus dem Jahr 1788, war das heutige Klein Schmölen nördlich der Wanderdüne nicht vorhanden und der heutige Wohnplatz Ausbau als Klein Schmölen verzeichnet. Letzteres gilt auch für die Messtischblätter von 1888 und die Topographische Karte im Maßstab 1:25.000 um 1900, wo sich jedoch nördlich der Wanderdüne erste Gebäude finden, die mit dem Hinweis „zu Kl. Schmölen“ versehen sind.